# استعراف حاسوبي
الاستعراف أو الإدراك الحاسوبي (يُشار إليه أحيانًا باسم العلوم الإدراكية الحاسوبية أو علم النفس الحسابي أو المحاكاة الإدراكية) هو دراسة الأساس الحسابي للتعلم والاستدلال عبر النمذجة الرياضية والمحاكاة الحاسوبية والتجارب السلوكية. في علم النفس، يُعتبر هذا النهج وسيلةً لتطوير نماذج حاسوبية قائمة على النتائج التجريبية، بهدف فهم الآلية الكامنة وراء طريقة معالجة المعلومات لدى البشر. سعى علماء الإدراك الحاسوبي الأوائل إلى إحياء وإنشاء صيغة علمية لعلم النفس البرنتاني (نسبة لعالم النفس فرانز برنتانو).

## الذكاء الاصطناعي
يوجد هدفان رئيسيان لإنشاء الذكاء الاصطناعي: الأول هو إنتاج سلوكيات ذكية بغض النظر عن جودة النتائج، والثاني هو محاكاة السلوكيات الذكية الموجودة في الطبيعة. في بداية ظهوره، لم تكن هناك حاجة لأن يُحاكي الذكاء الاصطناعي السلوك الإدراكي البشري. حتى ستينيات القرن العشرين، حاول الاقتصادي «هربرت سيمون» و«ألين نيويل» وضع إطار منهجي لمهارات حل المشكلات البشرية عبر استخدام نتائج الدراسات النفسية لتطوير برامج تنفذ تقنيات حل المشكلات نفسها التي يستخدمها البشر. أسهمت أعمالهما في تأسيس الذكاء الاصطناعي الرمزي والإدراك الحاسوبي، وحققت تقدمات في مجالات علم الإدراك وعلم النفس المعرفي.
يستند مجال الذكاء الاصطناعي الرمزي إلى فرضية النظم الرمزية المادية التي قدمها «سيمون» و«نيويل»، والتي تنص على أن تعبير جوانب الذكاء الإدراكي يمكن تحقيقه عبر التعامل مع الرموز. ومع ذلك، ركز «جون مكارثي» أكثر على الهدف الأساسي للذكاء الاصطناعي، وهو تحليل جوهر المنطق والاستدلال المجرد بغض النظر عما إذا كانت الآلية البشرية تستخدم نفس النهج أم لا.
خلال العقود التالية، تحول التقدم في الذكاء الاصطناعي نحو تطوير برامج قائمة على المنطق وقائمة على المعرفة، مُظهرًا انحرافًا عن الهدف الأصلي للذكاء الاصطناعي الرمزي.
بدأ الباحثون يعتقدون أن الذكاء الاصطناعي الرمزي قد لا يتمكن أبدًا من محاكاة بعض العمليات المعقدة للإدراك البشري مثل الإدراك الحسي أو التعلُّم. كانت استحالة تنفيذ العواطف في الذكاء الاصطناعي (التي دُحضت لاحقًا) تُعتبر عقبةً أمام تحقيق إدراك شبيه بالبشري عبر الحواسيب. بدأ الباحثون اعتماد نهج «تحت-رمزي» لإنشاء ذكاء دون تمثيل معرفي صريح، مما أدى إلى ظهور تخصصات جديدة مثل النمذجة الحاسوبية والاتصالية والذكاء الحسابي.

## النمذجة الحاسوبية
نشأ مجال النمذجة الإدراكية الحاسوبية من الحاجة إلى تعريف وظائف إدراكية متنوعة (مثل الدافع، العاطفة، أو الإدراك الحسي) عبر تمثيلها في نماذج حاسوبية للآليات والعمليات، حيث يُساهم هذا المجال بشكل أكبر في فهم الإدراك البشري مقارنةً بالذكاء الاصطناعي. تدرس النماذج الحاسوبية الأنظمة المعقدة باستخدام خوارزميات متعددة المتغيرات وموارد حاسوبية كبيرة لإنتاج محاكاة حاسوبية. تتحقق المحاكاة عن طريق ضبط المتغيرات، سواء بتغيير متغير واحد أو دمجها معًا، لملاحظة تأثيرها على النتائج. تساعد هذه النتائج الباحثين على توقع ما قد يحدث في النظام الحقيقي إذا حدثت تغييرات مماثلة.
عندما تحاول النماذج الحاسوبية محاكاة الوظائف الإدراكية البشرية، يجب أن تكون جميع تفاصيل هذه الوظائف معروفة مسبقًا لضمان نقلها وعرضها بشكل صحيح عبر النماذج. هذا يُتيح للباحثين فهم النظريات القائمة واختبارها بدقة، حيث لا توجد متغيرات غامضة وجميعها قابلة للتعديل. خذ مثلًا نموذج الذاكرة الذي طوره «أتكينسون» و«شيفرين» عام 1968، والذي أوضح كيف تؤدي المراجعة الذهنية إلى تكوين ذاكرة طويلة المدى، حيث تُخزن المعلومات التي يتم مراجعتها. رغم التقدم الذي حققه هذا النموذج في كشف وظيفة الذاكرة، إلا أنه فشل في الإجابة على أسئلة حاسمة مثل: ما كمية المعلومات التي يمكن مراجعتها في المرة الواحدة؟ وما المدة الزمنية اللازمة لنقل المعلومات من مرحلة المراجعة إلى الذاكرة طويلة المدى؟
وبالمثل، تطرح النماذج الحاسوبية الأخرى أسئلةً حول الإدراك أكثر مما تجيب عليه، مما يجعل مساهمتها أقل أهميةً في فهم الإدراك البشري مقارنةً بالمناهج الإدراكية الأخرى. يُضاف إلى ذلك عيب آخر مبلغ عنه في النمذجة الحاسوبية يتمثل في افتقادها الموضوعية.
استخدم جون أندرسون في نموذجه المسمى «التحكم التكيفي في الفكر العقلاني (ACT-R)» وظائف النماذج الحاسوبية واستنتاجات علم الإدراك. يعتمد نموذج ACT-R على نظرية مفادها أن الدماغ يتكون من عدة وحدات تؤدي وظائف متخصصة بشكل منفصل عن بعضها. يُصنف هذا النموذج ضمن النهج الرمزي في علم الإدراك.